# Orthophytum graomogolense
Orthophytum graomogolense är en gräsväxtart som beskrevs av Elton Martinez Carvalho Leme och C.C.Paula. Orthophytum graomogolense ingår i släktet Orthophytum och familjen Bromeliaceae. Inga underarter finns listade i Catalogue of Life.